# Anna Millward
Anna Millward, née Wilson le 26 novembre 1971 à Melbourne, est une coureuse cycliste australienne. 
Coureuse compacte et complète, elle a notamment remporté deux fois la Coupe du monde de cyclisme sur route, en 1999 et 2001, et a gagné cinq courses de Coupe du monde. Elle a occupé la première place du classement UCI à l'issue de la saison 2001. Elle a participé aux Jeux olympiques d'été de 1996 et de 2000 et s'est classée quatrième de la course en ligne et du contre-la-montre en 2000. Elle a été quatre fois championne d'Australie. Elle détient également durant deux semaines le record de l'heure fin 2000.

## Biographie

### Études et découverte du cyclisme
Anna Wilson est la cadette d'une famille de cinq enfants, trois filles et deux garçons, peu portée sur le sport. Son père est instituteur et donne la priorité aux études. Il décède alors qu'Anna n'est âgée que de onze ans. Anna excelle en science mais se laisse convaincre de faire du droit. Elle commence des études à l'université Monash avec majeure science et mineure droit. Son goût pour cette dernière discipline grandit avec le temps. Elle découvre le cyclisme peu de temps après être arrivée dans l'établissement d'études supérieures.
Sa pratique n'est pas à but sportif jusqu'à ce que trois de ses amis décide de participer à un tour de neuf jours : le Great Victorian Bike Ride (en). Elle se rend alors compte qu'elle aime l'effort physique lié au cyclisme. En 1993, elle participe à sa première course et la remporte.

### Montée en puissance (1994-1996)
En 1994, elle termine troisième du championnat d'Australie et gagne le critérium de l'État de Victoria. Elle attire l'attention du sélectionneur national. L'année suivante, elle gagne deux étapes du Tour de Nouvelle-Zélande et s'y classe troisième du classement général. Elle devient championne d'Australie du critérium et la Canberra-Goulburn Road Race. Cela lui vaut une sélection en équipe nationale pour courir aux États-Unis et en Suisse. Son voyage s'interrompt brutalement quand elle se brise la hanche sur une course helvétique. Elle retourne en Australie et se concentre sur ses études. Dans le but de participer aux Jeux olympiques, elle diffère le début de son année de stage de fin d'étude à décembre 1996. Elle déménage à Canberra afin de s'entraîner à l'Australian Institute of Sport.
Début 1996, elle remporte diverses courses et se présente donc en pleine confiance aux championnats d'Australie qui font office de sélection pour les Jeux olympiques cette année-là. Elle gagne une médaille dans chacune des épreuves où elle prend le départ et est donc logiquement retenue sur la longue liste des athlètes pouvant se rendre à Athènes. En Europe, elle porte le maillot jaune du Tour de l'Aude. Elle s'impose aussi sur une étape du Tour de Majorque et finit sixième de la Liberty Classic. Elle obtient donc une des quatre places pour les Jeux olympiques. Peu après, elle réalise une démonstration de force sur la cinquième étape du Women's Challenge et passe la ligne avec quatre minutes douze d'avance sur ses poursuivantes. Sa deuxième place sur le contre-la-montre final lui donne la victoire au classement général. Aux Jeux olympiques, elle se classe dixième du contre-la-montre et dix-septième de la course en ligne.

### Année de pause (1997)
Elle se consacre ensuite à la complétion de ses études et ne court qu'en Océanie. Elle remporte néanmoins le championnat d'Australie du contre-la-montre et se classe deuxième de la course en ligne. Elle bat ensuite le record de l'heure d'Australie en 45,399 km/h, à comparer au 48,159 km/h réalisée par Jeannie Longo à la même période.

### Succès internationaux (1998)
En 1998, elle court pour l'équipe d'Australie. En mars, elle se présente sur la première épreuve de l'histoire de la coupe du monde de cyclisme sur route qui a lieu à Sydney en tant que favorite avec déjà neuf victoires en 1998. Elle termine seulement quatorzième. Elle court ensuite le Tour de Snowy . Sur la deuxième étape, elle se montre très offensive passant quatre des sept cols de la journée en tête. Au sprint, elle déclipse d'une pédale et n'obtient donc pas un bon classement. Le lendemain, elle attaque avec Dede Demet après dix kilomètres de course. Elles se jouent la victoire au sprint et Anna Wilson s'impose. Sur le contre-la-montre de la dernière étape, elle gagne de nouveau en devançant les spécialistes Clara Hughes et Jeannie Longo. Au classement général final, elle est deuxième derrière Dede Demet. 
Après une coupure, elle court la Liberty Classic puis le Women's Challenge. Elle lève les bras au sprint à Idaho City. Les jours suivants, elle multiplie les attaques, mais ne parvient pas à remporter de second succès. Au Tour d'Italie, elle gagne au sprint la quatrième étape devant Diana Žiliūtė, puis la septième en prenant le dessus de ses compagnonnes d'échappées et enfin la dixième au sprint massif. Elle est vainqueur du classement par points et quatorzième du classement général. Elle gagne encore une étape au sprint sur le Tour cycliste féminin, malgré une forme déclinante. 
Elle obtient la médaille d'or sur le contre-la-montre et la médaille de bronze sur la course en ligne des Jeux du Commonwealth. Aux championnats du monde, elle est seulement dixième de la course en ligne et quatorzième du contre-la-montre. Elle se console en s'adjugeant le titre de championne d'Australie du contre-la-montre. Elle est aussi deuxième de la course en ligne. 

### Victoire en Coupe du monde (1999)
En 1999, elle s'engage avec l'équipe américaine Saturn afin de briller sur les courses internationale. Sur la première manche de la Coupe du monde à Canberra, ses attaques mènent à la formation d'un groupe de douze coureuses. À un tour et demi de l'arrivée, elle accélère mais est reprise par Hanka Kupfernagel. L'Australienne s'impose devant l'Allemande. Elle court ensuite aux États-Unis et gagne diverses compétitions dont la Sea Otter Classic. Néanmoins, son absence de la Primavera Rosa et de la Flèche wallonne permettent à Hanka Kupfernagel de prendre la tête du classement de la Coupe du monde. Sur la manche de Montréal, les deux femmes se livrent un duel sur les pentes du Mont Royal. Anna Wilson termine troisième et prend quelques points à Kupfernagel. Sur la Liberty Classic, le rapport de force est inversé. L'Australienne ajoute ensuite une étape du Women's Challenge à son palmarès.
Il reste alors trois manches de Coupe du monde. Au Trophée International, une échappée de dix coureuses se dispute la victoire et encaisse ainsi la plupart des points distribués. Le Ladies Tour Beneden-Maas se conclut par un sprint. Anna Wilson et troisième, Hanka Kupfernagel quatrième. Anna Wilson gagne ensuite le Grand Prix des Nations avec vingt-neuf secondes d'avance sur Jeannie Longo. 
Hanka Kupfernagel  prend le départ du Grand Prix Suisse féminin avec dix-huit points d'avance sur Anna Wilson au classement de la Coupe du monde. Hanka Kupfernagel est victime d'une crevaison peu avant l'amorce du dernier tour. Vera Hohlfeld ouvre le sprint. Anna Wilson remporte la course, devançant Hanka Kupfernagel d'une vingtaine de centimètres. Cela lui permet de gagner la Coupe du monde. Un peu plus tard, elle prend la médaille d'argent du contre-la-montre des championnats du monde, seulement battue par la tenante du titre Leontien van Moorsel. Elle termine deuxième de la course en ligne derrière Edita Pučinskaitė dans un sprint à douze coureuses. 

### 2002-2003
En 2002, Anna Millward commence à souffrir de blessures à une jambe. Elle consulte de nombreux spécialistes et se fait même opérer mais ne retrouve pas de sensations correctes. Elle reprend son travail d'avocate dans la même entreprise qu'avant le début de sa carrière cycliste. Elle annonce officiellement sa retraite en septembre 2003.

### Retraite sportive
En 2007, elle dirige la formation féminine T-Mobile.

## Dopage
En 2001, Anna Millward est contrôlée positive à la lidocaïne lors du Tour de l'Aude cycliste féminin. Elle explique néanmoins que ce composant était présent dans un produit anti-moustique faisant partie de la boîte de premiers secours distribuée par l'Australian Institute of Sport, sorte de sélection nationale permanente d'Australie. Le tribunal indépendant australien, convoqué par la fédération australienne de cyclisme, elle-même embarrassée par l'affaire, reçoit les arguments de l'athlète et la relaxe.

## Vie privée
En 2012, elle vit en couple avec Judith Arndt, une autre cycliste. Elles avaient été ensemble dans l'équipe Saturn en 2002, puis dans l'équipe T-Mobile en 2007.

## Palmarès
- 1994
  - 3e du championnat d'Australie sur route
- 1996
  - Women's Challenge
  - 2e du championnat d'Australie du contre-la-montre
  - 3e du championnat d'Australie sur route
- 1997
  -  Championne d'Australie du contre-la-montre
  - 2e du championnat d'Australie sur route
- 1998
  -  Championne d'Australie du contre-la-montre
  - 1re, 3e et 5e étapes de la Women's Classic
  -  Médaillée de bronze de la course en ligne aux Jeux du Commonwealth
- 1999
  - Coupe du monde sur route
  - USA Cycling National Racing Calendar
  - Sea Otter Classic
  - 1re étape du Women's Challenge
  - Canberra Women's Classic (Cdm)
  - Grand Prix de Suisse
  - Grand Prix des Nations
  -  Médaillée d'argent du championnat du monde sur route
  -  Médaillée d'argent du championnat du monde du contre-la-montre
  - 3e de la Coupe du monde cycliste féminine de Montréal (Cdm)
  - 3e du Ladies Tour Beneden-Maas
- 2000
  -  Championne d'Australie sur route
  - Women's Challenge
    - Classement général
    - 1re et 10e étapes

  - Canberra Women's Classic (Cdm)
  - 2e du championnat d'Australie du contre-la-montre
  - 4e de la course en ligne aux Jeux olympiques
  - 4e du contre-la-montre aux Jeux olympiques
- 2001
  - Coupe du monde sur route
  -  Championne d'Australie du contre-la-montre
  - Sea Otter Classic
  - Prologue du Tour de Thuringe
  - 1re, 7e et 8e étapes du Tour de l'Aude
  - Hamilton City World Cup (Cdm)
  - Canberra Women's Classic (Cdm)
  - Grand Prix des Nations
  - 2e de la Liberty Classic (Cdm)
  - 2e de la Flèche wallonne (Cdm)
  - 3e du Trophée International (Cdm)
- 2002
  - 2e et 8e étapes du Women's Challenge
  -  Médaillée d'argent du contre-la-montre aux Jeux du Commonwealth
  - 2e du championnat d'Australie du contre-la-montre
  - 2e de la Coupe du monde cycliste féminine de Montréal (Cdm)

## Classements mondiaux
| Année                                 | 1996 | 1997 | 1998 | 1999 | 2000 | 2001 | 2002 |
| ------------------------------------- | ---- | ---- | ---- | ---- | ---- | ---- | ---- |
| Classement UCI                        | 18e  | nc   | 22e  | 2e   | 3e   | 1re  | 28e  |
| Coupe du monde                        |      |      | 15e  | 1re  | 9e   | 1re  | 16e  |
|                                       |      |      |      |      |      |      |      |
| Légende : nc = non classéSource : UCI |      |      |      |      |      |      |      |

## Record de l'heure
- Elle détient le record de l'heure du 18 octobre 2000 au 5 novembre 2000 avec 43,501 km/h à Melbourne. Elle profite de l'annulation par l'UCI des records établis entre 1986 et 1996. Jeannie Longo la dépossède de son record.

## Distinctions
- Sir Hubert Opperman Trophy - cycliste australien de l'année en 1999[7]
- Cycliste sur route australienne de l'année en 1996[1], 1998, 1999, 2000 et 2001[8]
- Temple de la renommée du cyclisme en Australie